# Хорс Кејв (Кентаки)
Хорс Кејв (енгл. Horse Cave) град је у америчкој савезној држави Кентаки.

## Демографија
По попису из 2010. године број становника је 2.311, што је 59 (2,6%) становника више него 2000. године.
| Група             | 2000.         | 2010.         |
| Белци             | 1.813 (80,5%) | 1.917 (83,0%) |
| Афроамериканци    | 404 (17,9%)   | 316 (13,7%)   |
| Азијати           | 0 (0,0%)      | 4 (0,2%)      |
| Хиспаноамериканци | 13 (0,6%)     | 27 (1,2%)     |
| Укупно            | 2.252         | 2.311         |